# Conca Indo-Pacífica

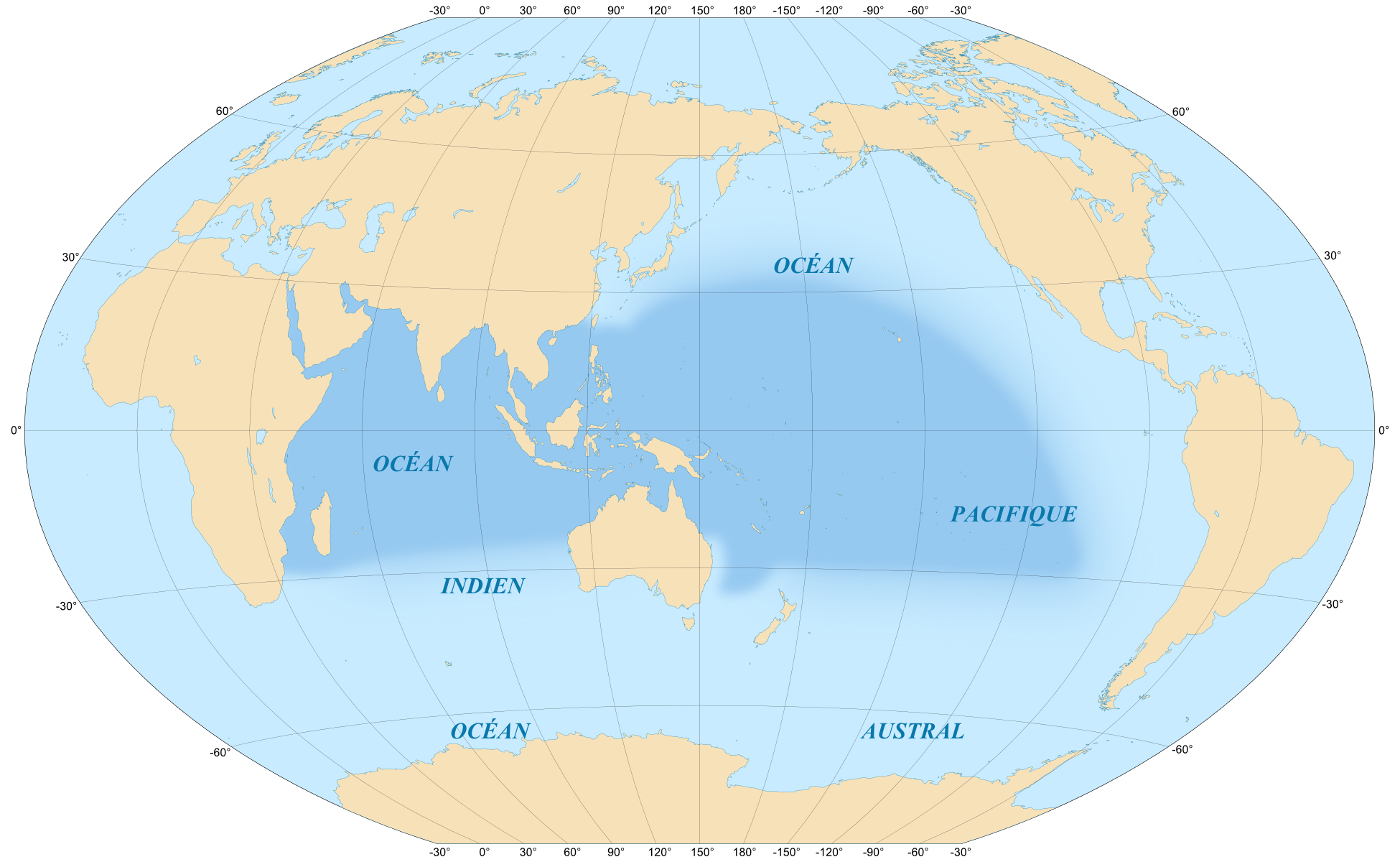
Conca Indo-Pacífica

La conca Indo-Pacífica és una vasta regió biogeogràfica de la terra. És una àrea marítima de grans dimensions. Inclou les parts tropicals de l'oceà Índic, la part occidental i central del Pacífic i els mars que connecten aquestes dues parts a la zona d'Indonèsia. Molts hàbitats marítims formen un contínuum des del sud del Japó fins a Madagascar i Oceania, però no es troben, per exemple a l'Atlàntic.
El terme "Conca Indo-Pacífica" és especialment útil en els camps de l'ecologia, algunes branques de la biologia, com la ictiologia i també l'oceanografia, entre d'altres. A part d'això el terme "Indo-Pacífic" també s'utilitza en el context de la lingüística.
El Fons Mundial per la Natura i The Nature Conservancy divideixen la Conca Indo-Pacífica en tres parts:
- Occidental. La Conca Indo-Pacífica Occidental comprèn les zones occidental i central de l'Oceà Índic, incloent la costa oriental d'Àfrica, el Mar Roig, el Golf d'Aden, el Golf Pèrsic, la mar d'Aràbia, el Golf de Bengala, i la mar d'Andaman.
- Central. La Conca Indo-Pacífica Central és potser la més diversa i de més gran complexitat. La integren els nombrosos mars i estrets que connecten els oceans Índic i Pacífic, així com la part occidental del Pacífic. Cal destacar la mar de la Xina Meridional, la mar de Sulu, la mar de Cèlebes, la mar de les Moluques, la mar de Flores, la mar de Banda, la mar de Visayas, la mar de Bohol, la mar de Java, la mar de Salomó, la mar de Bismarck, la mar de les Filipines, la mar del Corall, el Golf de Carpentària, la mar de Timor i la mar d'Arafura.
- Oriental. La Conca Indo-Pacífica Oriental es troba lluny dels continents i envolta les illes volcàniques i coral·lines de la part central de l'oceà Pacífic fins a Hawaii i l'illa de Pasqua.